# Fontette
Fontette és un municipi francès situat al departament de l'Aube i a la regió del Gran Est. L'any 2007 tenia 177 habitants.

## Demografia

### Població
El 2007 la població de fet de Fontette era de 177 persones. Hi havia 80 famílies de les quals 24 eren unipersonals (16 homes vivint sols i 8 dones vivint soles), 28 parelles sense fills i 28 parelles amb fills.
La població ha evolucionat segons el següent gràfic:
Habitants censats

### Habitatges
El 2007 hi havia 93 habitatges, 77 eren l'habitatge principal de la família, 6 eren segones residències i 10 estaven desocupats. Tots els 93 habitatges eren cases. Dels 77 habitatges principals, 69 estaven ocupats pels seus propietaris, 6 estaven llogats i ocupats pels llogaters i 2 estaven cedits a títol gratuït; 2 tenien dues cambres, 4 en tenien tres, 9 en tenien quatre i 62 en tenien cinc o més. 65 habitatges disposaven pel capbaix d'una plaça de pàrquing. A 28 habitatges hi havia un automòbil i a 38 n'hi havia dos o més.

### Piràmide de població
La piràmide de població per edats i sexe el 2009 era:
| Homes | Edats   | Dones |
| ----- | ------- | ----- |
| 0     | 95 o +  | 0     |
| 4     | 90 a 94 | 4     |
| 0     | 85 a 89 | 8     |
| 0     | 80 a 84 | 0     |
| 0     | 75 a 79 | 4     |
| 16    | 70 a 74 | 12    |
| 4     | 65 a 69 | 12    |
| 4     | 60 a 64 | 8     |
| 8     | 55 a 59 | 4     |
| 4     | 50 a 54 | 12    |
| 12    | 45 a 49 | 4     |
| 4     | 40 a 44 | 0     |
| 12    | 35 a 39 | 8     |
| 0     | 30 a 34 | 4     |
| 0     | 25 a 29 | 4     |
| 4     | 20 a 24 | 0     |
| 0     | 15 a 19 | 8     |
| 8     | 10 a 14 | 8     |
| 4     | 5 a 9   | 4     |
| 0     | 0 a 4   | 0     |

## Economia
El 2007 la població en edat de treballar era de 109 persones, 94 eren actives i 15 eren inactives. Les 94 persones actives estaven ocupades(51 homes i 43 dones).. De les 15 persones inactives 6 estaven jubilades, 4 estaven estudiant i 5 estaven classificades com a «altres inactius».

### Ingressos
El 2009 a Fontette hi havia 85 unitats fiscals que integraven 193 persones, la mediana anual d'ingressos fiscals per persona era de 44.820 €.

### Activitats econòmiques
Dels 11 establiments que hi havia el 2007, 6 eren d'empreses alimentàries, 1 d'una empresa de construcció, 2 d'empreses de comerç i reparació d'automòbils, 1 d'una empresa financera i 1 d'una empresa classificada com a «altres activitats de serveis».
L'únic servei als particulars que hi havia el 2009 era una lampisteria.
L'any 2000 a Fontette hi havia 59 explotacions agrícoles que ocupaven un total de 1.008 hectàrees.

## Fills il·lustres
- Jeanne de Valois-Saint-Rémy, comtessa de Lamotte i aventurera (1756 - 1791)

## Poblacions més properes
El següent diagrama mostra les poblacions més properes.